# Michael Dokes
Michael Marshall Dokes, född 10 augusti 1958 i Akron, Ohio, död 11 augusti 2012 i Akron, Ohio, var en amerikansk professionell boxare som under ett knappt år (10 december 1982–23 september 1983) var världsmästare i tungvikt för organisationen WBA.

## Karriär

### Som amatör
Dokes vann en silvermedalj vid Pan American Games 1975 när han förlorade med domarrösterna 0–5 till Teófilo Stevenson (senare trefaldig olympisk mästare) i finalen. Han förlorade sedan också en tät match mot framtida proffsvärldsmästaren John Tate i kvalet till de Olympiska spelen 1976. Därefter bestämde sig Dokes för att bli professionell.

### Som proffs
Dokes begick sin professionella debut i oktober 1976 då han besegrade Al Byrd. Året därpå fick han nationell exponering i en TV-show tillsammans med Muhammad Ali, där den senare showade för kameran, duckande undan Dokes slag. Dokes fick sedan mer sportslig uppmärksamhet då han år 1979 besegrade den gamle titelutmanaren Jimmy Young.
I januari 1982, efter att ha knockat Lynn Ball i första ronden för att vinna NABF-titeln (och tagit seger nr 24 av 25 möjliga (en oavgjord)), var Dokes nu nära en match om en VM-titel. Han rankades som nr 2 av WBC och nr 3 av WBA och efter att ha försvarat sin NABF-titel mot Tommy Franco Thomas skrevs kontrakt med WBA-mästaren Mike Weaver för en titelfight i december 1982.

#### Världsmästare
VM-matchen vann Dokes på teknisk knockout i den första ronden redan efter 1.03 när Weaver först gått ner i golvet en gång efter en frenetisk öppning av Dokes. Mästaren hade sedan ändå återhämtat sig och försvarade sig mot repen när matchen bröts. Domaren stoppade matchen till synes alltför tidigt och anklagelser att matchen var uppgjord haglade. Weaver verkade inte heller skakad men desto mer upprörd över beslutet. Bråk utbröt sedan i ringen när Dokes ville ha Weavers bälte och speakern fann det för bäst att inte ens tillkännage resultatet av matchen. Faktum kvarstod dock att Dokes nu var ny världsmästare för WBA.
Bakgrunden till att domaren bröt matchen så tidigt hade dock att göra med en annan match i Caesars Palace en månad tidigare; mellan Ray Mancini och Duk Koo Kim där Kim efter 14 hårda ronder dog av en hjärnskada. Tjänstemännen i Nevada State Athletic Commission hade därpå påpekat för alla de inblandade i matchen Weaver-Dokes att skydda boxarnas hälsa för att undvika en ny dödsmatch, något domare Curtis efter matchen också förmedlade: "...att jag inte ville ha en ny Duk Koo Sim på mitt samvete" (feluttalande Kims efternamn). I returmatchen, som beordrades av WBA, stod Weaver tiden ut men Dokes behöll sitt bälte då matchen slutade oavgjort efter 15 ronder.

#### Förlorad titel och sparsamt matchande
Dokes regeringstid som innehavare av WBA-titeln blev ändå tämligen kort. För i sitt nästa titelförsvar, i september 1983, förlorade han sitt bälte efter att ha slagits knockout i rond 10 av utmanande sydafrikanen Gerrie Coetzee. Efter att ha boxats tämligen sparsamt de följande åren, med endast 4 matcher ytterligare fram till december 1987 försvann Dokes från de stora scenerna. När han sedan trappat upp sitt matchande, med 7 raka vinster under 1988, togs han på större allvar igen och ställdes nu mot den stigande stjärnan och framtida världsmästaren Evander Holyfield. Dokes blev dock utslagen i den 10:e ronden.

#### Ny vinstrad och ny titelmatch
Dokes vann sedan fyra raka segrar, där han bland annat tog WBA:s Intercontinal Heavyweight Title, innan han på nytt blev slagen knockout, denna gång på ett brutalt sätt av kanadensaren Donovan "Razor" Ruddock i april 1990. Dokes fortsatte ändå att boxas och radade åter upp matcher med vinster, nu nio stycken, och plötsligt var han åter framme vid en match om VM-titlar då hans motståndare, den nykrönte tungviktmästaren Riddick Bowe, innehade både WBA- och IBF:s bälten. Dokes skulle dock åter igen få det svårt då han ställdes mot en högt rankad motståndare och förlorade matchen på TKO redan i den första ronden.

#### Slutet
Efter ett nästan tre år långt avbrott återvände Dokes till ringen 1995 och vann tre av fem matcher under en tvåårsperiod innan han avslutade sin boxningskarriär i oktober 1997.

## Livet efter boxningen
År 1999 dömdes Dokes till mellan 4 och 15 år i fängelse efter att ha dömts för en attack på sin flickvän i augusti 1998. Sent under 2008 släpptes han villkorligt fri. 
Dokes dog av levercancer hemma i Akron i augusti 2012, en dag efter sin 54-årsdag.